# آلیشیا بلگ

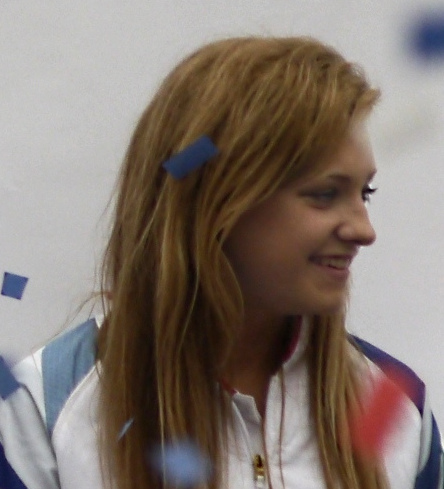
آلیشیا بلگ در سال ۲۰۱۲

آلیشیا بلگ (به انگلیسی: Alicia Blagg) شیرجه زن زادهٔ ۲۱ اکتبر ۱۹۹۶ میلادی اهل کشور بریتانیا است.